# Julius von Hann

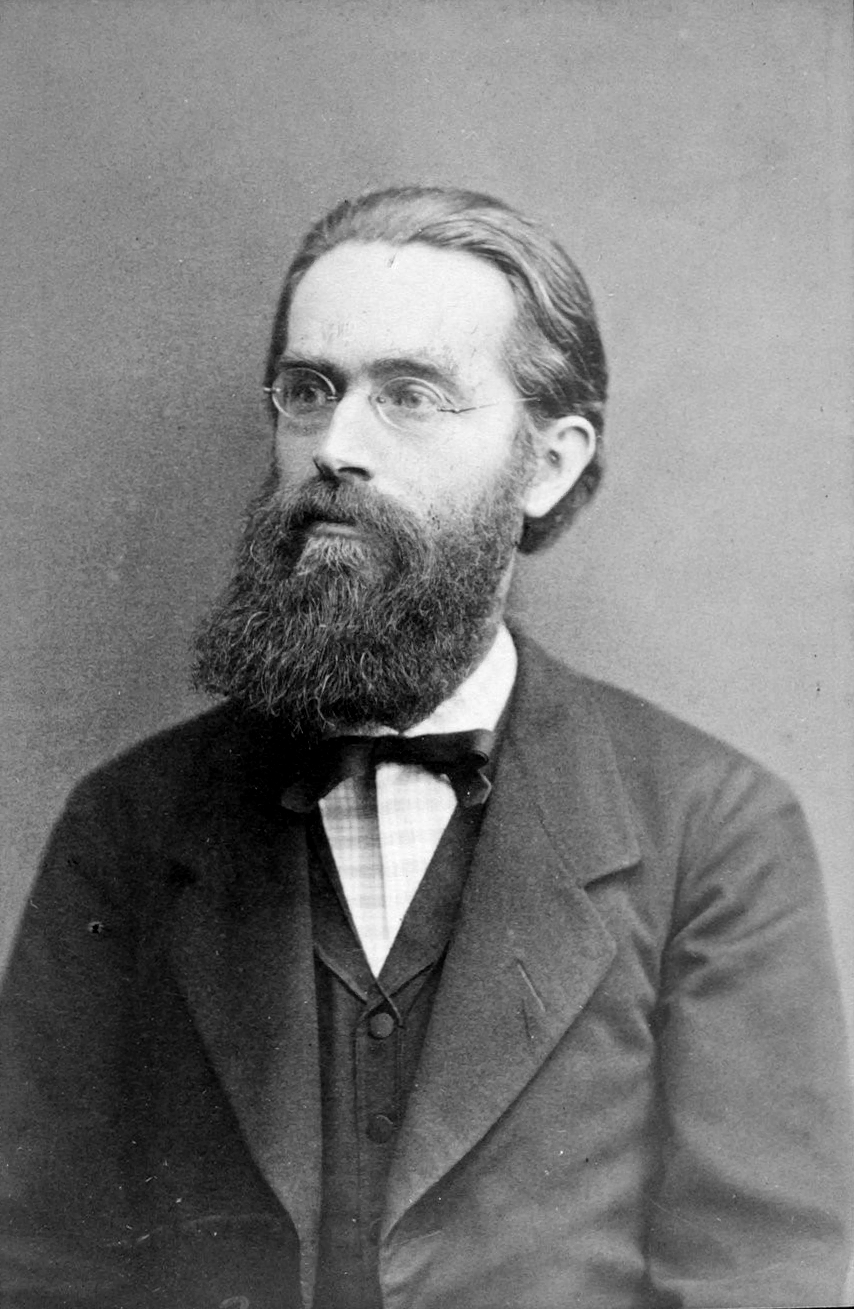
Julius von Hann

Julius Ferdinand Hann, seit 1910 von Hann (* 23. März 1839 im Schloss Haus in Wartberg ob der Aist (Oberösterreich); † 1. Oktober 1921 in Wien) gilt als Begründer der modernen Meteorologie.

## Herkunft
Seine Eltern waren Julius Hann († 1852) und dessen Ehefrau Anna Scheichenfellner († 1873). Sein Vater war Gutsinspektor, Pfleger und Distriktskommissar der Herrschaft Haus. Der Denkmalpfleger Franz Gustav Hann (1850–1921) und der Advokat und Politiker Ludwig Hann (1827–1867) waren seine Brüder. 

## Leben
Hann besuchte das Stiftsgymnasium Kremsmünster und studierte Mathematik, Chemie und Physik an der Universität Wien. Er legte 1864 die Lehramtsprüfung für Mathematik und Physik ab und war zwischen 1865 und 1868 Lehrer an den Oberrealschulen in Wien und Linz. 1865 wurde ihm mit Carl Jelinek die Redaktion der Zeitschrift für Meteorologie übertragen. Dies veranlasste später die Berufung Hanns als provisorischer Adjunkt an der k.u.k. Zentralanstalt für Meteorologie und Erdmagnetismus. 1868 habilitierte er sich an der Universität Wien und wurde 1873 zum außerordentlichen Professor für physikalische Geographie ernannt. Im Jahr 1882 wurde er zum Mitglied der Leopoldina gewählt. Im Jahr 1888 erhielt er die Cothenius-Medaille der Leopoldina.
Von 1877 bis 1897 war Hann Direktor der Zentralanstalt für Meteorologie in Wien. Auf seine Initiative entstanden 1886 das Observatorium auf dem Hohen Sonnblick und 1891 die nach ihm benannte Hannwarte auf dem Hochobir. Hann war von 1897 bis 1900 Professor für Meteorologie an der Universität Graz und von 1900 bis 1910 Professor für Kosmische Physik an der Universität Wien. Ebenfalls 1910 wurde er durch Kaiser Franz Joseph in den erblichen österreichischen Adelsstand erhoben.
Seine Methode der unterschiedlichen Gewichtung von Messwerten ist in der Mathematik auch als Hann-Fenster bekannt. Seit 1872 war er korrespondierendes und seit 1877 wirkliches Mitglied der Akademie der Wissenschaften in Wien. Seit 1877 war Hann korrespondierendes Ehrenmitglied der Naturforschenden Gesellschaft zu Emden. Auch der Königlichen Gesellschaft der Wissenschaften in Uppsala (seit 1881), der Königliche Wissenschafts- und Literaturgesellschaft in Göteborg (seit 1882), der Royal Society of Edinburgh (seit 1883), der Königlich Preußischen Akademie der Wissenschaften (seit 1889), der Russischen Akademie der Wissenschaften (seit 1890), der American Academy of Arts and Sciences (seit 1902), der Königlich Schwedischen Akademie der Wissenschaften (seit 1906) und der Bayerischen Akademie der Wissenschaften (seit 1910) gehörte er an.
Julius von Hann starb im Alter von 82 Jahren. Er wurde am Heiligenstädter Friedhof bestattet. Das Grab ist (Stand Mai 2023) bereits aufgelassen.
Im Jahr 1924 wurde in Wien-Döbling (19. Bezirk) der Hannplatz nach ihm benannt.
Hann wurde drei Mal für den Physik-Nobelpreis nominiert.
Der Meteorologe Hann hat sich im 19. Jahrhundert auch mit Gletschern der Arktis beschäftigt. Nach ihm benannt wurde der Hann-Gletscher in Grönland. 1 Gehstunde südwestlich davon wurde 2023 die Forschungsstation der Uni Graz errichtet.

## Familie
Julius von Hann heiratete 1878 Louise Weißmayr, die Tochter des Kreisgerichtspräsidenten Michael Weißmayr aus Steyr. Das Paar hatte drei Söhne und eine Tochter.

## Ehrungen
- 1893: Buys-Ballot-Medaille
- 1904: Symons Gold Medal
- 1912: Pour le Mérite

## Schriften
- Die Erde als Ganzes. Ihre Atmosphäre und Hydrosphäre, 1872
- Die Erde als Weltkörper. Ihre Atmosphäre und Hydrosphäre. Astronomische Geographie, Meteorologie und Oceanographie, 1884
- Handbuch der Klimatologie, 1883 (Online)
- Handbuch der Klimatologie, 2. Auflage. Bd.I: Allgemeine Klimatologie, 1897
- Handbuch der Klimatologie, Bd.II: Spezielle Klimatologie. I.Abt.: Klima der Tropenzone, 1897
- Handbuch der Klimatologie, Bd.III: Klimatographie. II.Teil: Klima der gemäßigten Zonen und der Polarzonen, 1911
- Handbuch der Klimatologie, 4. Auflage; umgearbeitet von Karl Knoch. Bd.I: Allgemeine Klimalehre, 1932
- Atlas der Meteorologie, 1887
- Lehrbuch der Meteorologie, 1. Auflage 1901, 2. Auflage 1906 (Online)
- Der tägliche Gang der Temperatur in der inneren Tropenzone, 1905